# واحد کنترل الکترونیکی

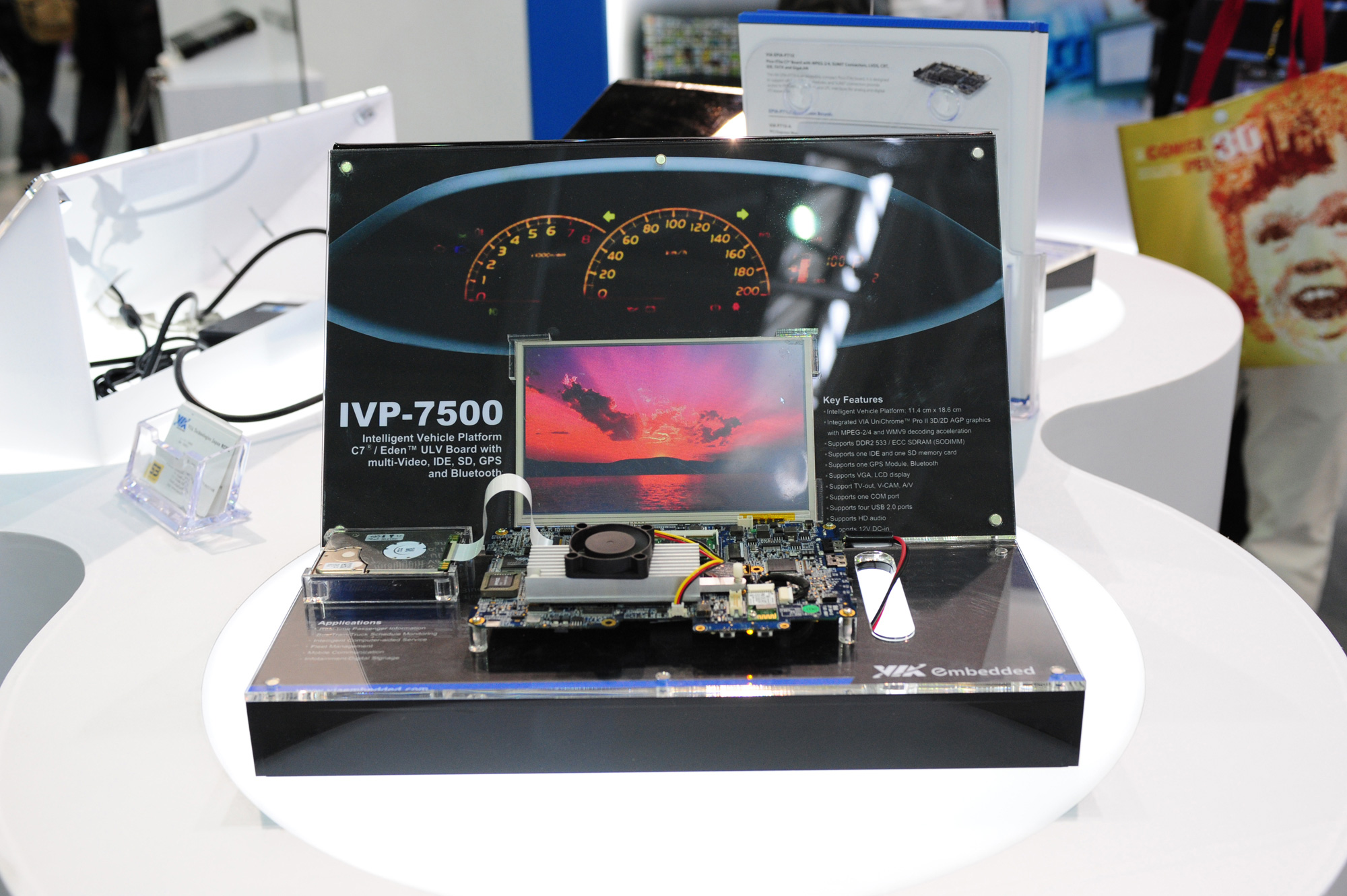
واحد کنترل الکترونیکی

واحد کنترل الکترونیکی (انگلیسی: Electronic control unit) همچنین به عنوان ماژول کنترل الکترونیکی نیز شناخته می‌شود، یک سیستم یا سامانه تعبیه‌شده در بخش الکترونیک خودرو است، که یک یا چند سیستم یا زیرسیستم الکتریکی را در یک ماشین یا وسیله موتوری، کنترل می‌کند. خودروهای مدرن دارای چندین واحد کنترل الکترونیکی می‌باشند.